# Arrival of Tongkin Train
Arrival of Tongkin Train er en amerikansk stumfilm fra 1901.